# R (白石涼子のアルバム)
『R』（アール）とは、声優の白石涼子が出したデビューミニアルバムである。2005年11月2日、スターチャイルド（キングレコード）より発売。品番はKICS-1191。

## 解説
白石の歌手デビューミニアルバム。白石と同じスターチャイルドに所属するアーティストがサウンドプロデュースを担当している。

## 収録曲
1. smile (^_^) [3:57]
  - 作詞：Salia、作曲・編曲：unicorn table
  - Sound Produced by unicorn table
2. 虹色号に飛び乗って [3:10]
  - 作詞：スズーキタカユキ、作曲・編曲：UNSCANDAL
  - Sound Produced by UNSCANDAL
3. 大事♥Da・I・Ji （R.style） [3:40]
  - 作詞：牧穂エミ、作曲：高井ウララ、編曲：牧野信博
  - テレビアニメ『まほらば〜Heartful days』オープニング主題歌をセルフカバー（原曲歌手：佐伯美愛・白石涼子）
4. ラヴ・ランデヴー [4:20]
  - 作詞：atsuko、作曲：atsuko・KATSU、編曲：KATSU
  - Sound Produced by angela
  - angelaがアルバム「PRHYTHM」にてセルフカバーしている。
5. 遠い日のメッセージ [4:41]
  - 作詞：TAPIKO、作曲：POM、編曲：can/goo・時乗浩一郎
  - Sound Produced by can/goo
6. 僕のスピードで [4:05]
  - 作曲・編曲：米倉千尋、編曲：高山和芽
  - テレビアニメ『まほらば〜Heartful days』エンディング主題歌をカバー（原曲歌手：米倉千尋）
7. 流れる雲を追いかけて [4:13]
  - 作詞:riya、作曲・編曲:菊地創
  - Sound Produced by eufonius